# Liste des voies de Nancy
Cette page présente la liste des voies de Nancy classées par ordre alphabétique.
- Haut – A
- B
- C
- D
- E
- F
- G
- H
- I
- J
- K
- L
- M
- N
- O
- P
- Q
- R
- S
- T
- U
- V
- W
- X
- Y
- Z

## Chiffres
- Boulevard du 21e régiment d'aviation
- Boulevard du 26e régiment d'infanterie

## A

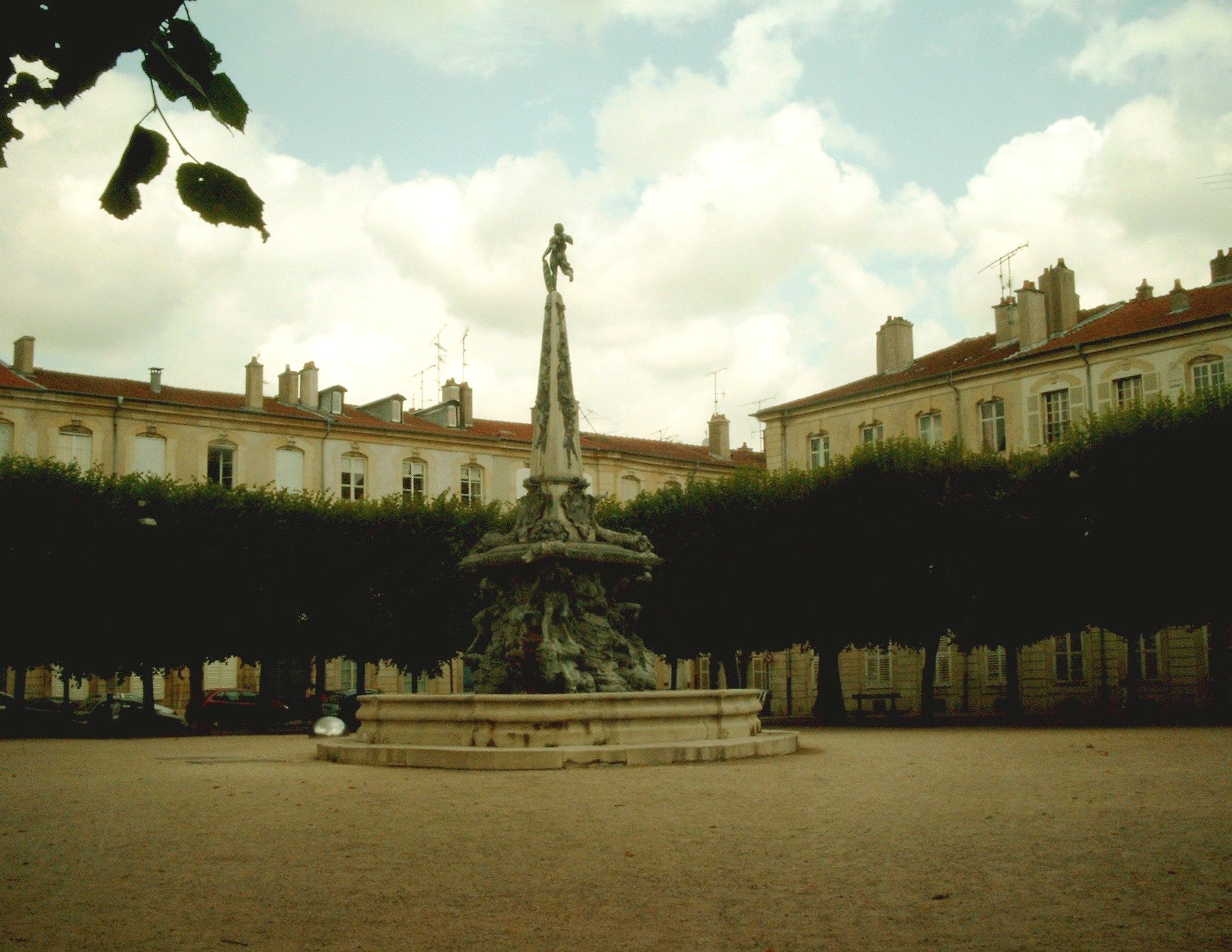
Place d'Alliance
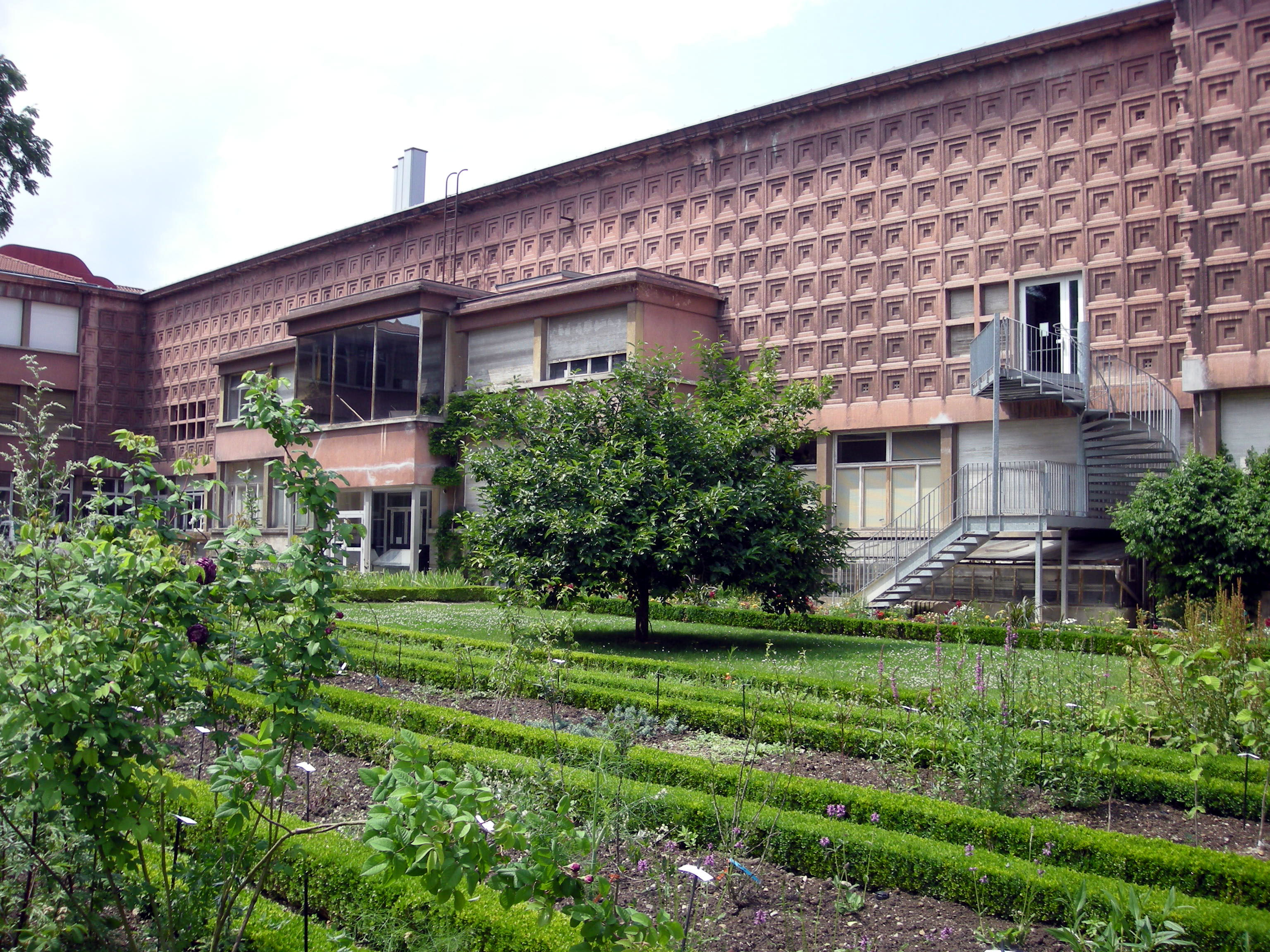
Jardin Alexandre-Godron

- Haut – A
- B
- C
- D
- E
- F
- G
- H
- I
- J
- K
- L
- M
- N
- O
- P
- Q
- R
- S
- T
- U
- V
- W
- X
- Y
- Z

- Rue de l'Abbé-Didelot
- Rue de l'Abbé-Grégoire
- Rue de l'Abbé-Gridel
- Rue de l'Abbé-Lemire
- Allée Aimé-Césaire
- Place Aimé-Morot
- Place Alain-Fournier
- Boulevard Albert-Ier
- Rue Albert-Lebrun
- Rue Albin-Haller
- Jardin Alexandre-Godron
- Place Alexandre-Ier
- Rue Alfred-Krug
- Rue Alfred-Mézières
- Ruelle Alfred-Mezières
- Rue d'Algérie
- Rue Alix-le-Clerc
- Place d'Alliance
- Boulevard de l'American Legion
- Rue d'Amerval
- Rue d'Amance
- Rue Ambroise-Paré
- Rue Ambroise-Thomas
- Rue de l'Amiral-Guépratte
- Avenue Anatole-France
- Esplanade des Anciens Combattants d'Afrique Nord
- Place André-Cajelot
- Place André-Maginot
- Terrasse André-Messager
- Rue André-Schock
- Rue André-Theuriet
- Quai Andreu-de-Bilistein
- Rue Anne-Fériet
- Rue Antoine-de-Saint-Éxupery
- Rue Antonin-Daum
- Chemin d'Arbois
- Rue Aristide-Briand
- Allée Arlette-Gruss
- Rue de l'Armée-Patton
- Place de l'Arsenal
- Cour des Arts
- Rue de l'Atrie
- Rue Augustin-Hacquard
- Boulevard d'Austrasie
- Rue d'Auxonne

## B

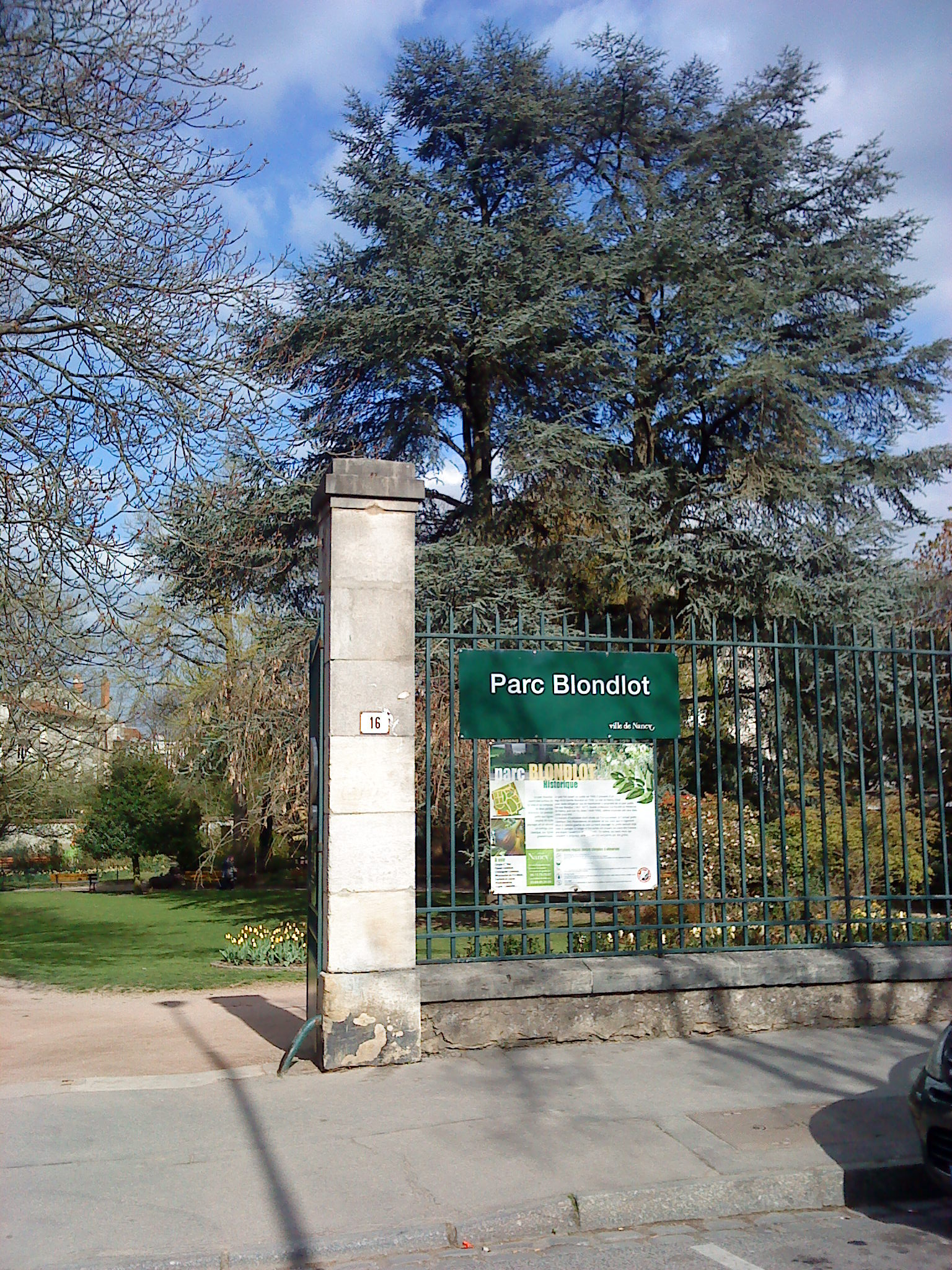
Parc Blondlot

- Haut – A
- B
- C
- D
- E
- F
- G
- H
- I
- J
- K
- L
- M
- N
- O
- P
- Q
- R
- S
- T
- U
- V
- W
- X
- Y
- Z

- Rue de Badonviller
- Rue Bailly
- Rue Baron-Buquet
- Rue Baron-Louis
- Rue Bassompierre
- Rue Bastien-Lepage
- Quai de la Bataille
- Allée de Beauregard
- Impasse de Beauregard
- Rue de Beauregard
- Rue de Beauvau
- Rue des Bégonias
- Rue Bel-Air
- Rue de Belfort
- Chemin de Bellevue
- Jardin du Belvédère
- Rue Bénit
- Rue de la Bergamote
- Rue Bergnier
- Square Bichat
- Rue de Bitche
- Impasse Blandan
- Passage Bleu
- Parc Blondlot
- Rue des Blondlot
- Avenue Boffrand
- Rue du Bois-le-Prêtre
- Impasse du Bon-Pays
- Parc Bonnet
- Rue de Bonsecours
- Ruelle de Bonsecours
- Square Boris-Vian
- Rue de la Boudière
- Rue de Boudonville
- Avenue de Boufflers
- Parc de Boufflers
- Square de Boufflers
- Rue Boulay-de-la-Meurthe
- Square Boulay-de-la-Meurthe
- Terrasse des Bourgets
- Avenue de Brabois
- Rue Braconnot
- Rue des Brice
- Rue de Buthégnémont
- Rond-Point de Buthégnémont

## C
- Place de la Carrière
- Place du Colonel-Fabien
- Place Charles-III
- Porte de la Craffe
- Porte de la Citadelle
- Le boulevard Charlemagne vers 1905

- Haut – A
- B
- C
- D
- E
- F
- G
- H
- I
- J
- K
- L
- M
- N
- O
- P
- Q
- R
- S
- T
- U
- V
- W
- X
- Y
- Z

- Rue Callot
- Place Camille-Cavallier
- Rue Camille-Claudel
- Rue Camille-Mathis
- Impasse du Canal
- Promenade des Canaux
- Rue Canrobert
- Esplanade du Capitaine Alfred-Dreyfus
- Rue du Capitaine Alfred-Dreyfus
- Rue du Capitaine-Guynemer
- Impasse du Cardinal-Mathieu
- Rue du Cardinal-Mathieu
- Rue du Cardinal-Tisserant
- Rue du Carmel
- Rue des Carmes
- Place Carnot

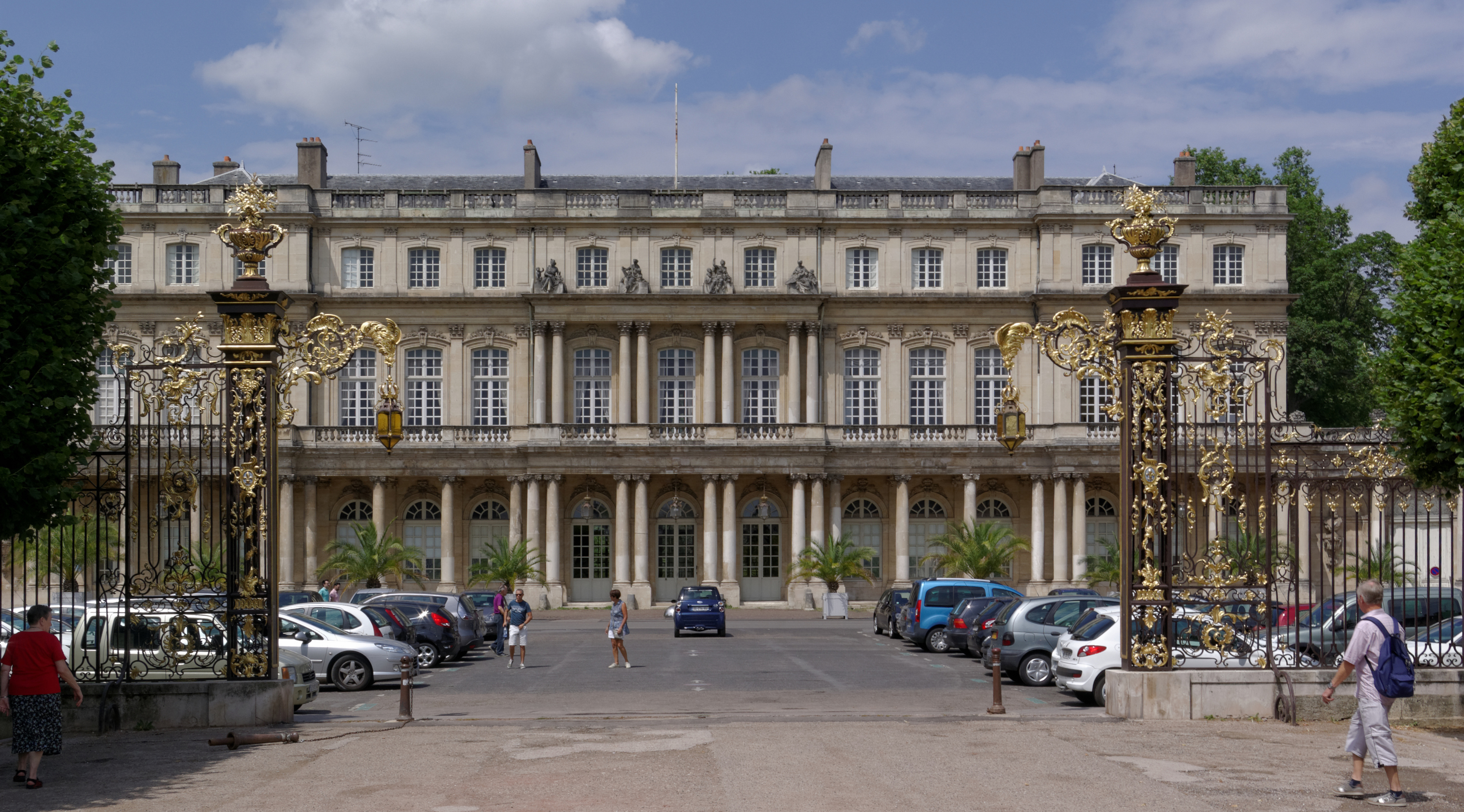
Place de la Carrière
- Passage du Casino
- Impasse du Caveau
- Rue César-Bagard
- Rue des Chaligny
- Rue de Champenoux
- Ruelle des Champs-Ceintrey
- Rue du Chanoine-Blaise
- Allée du Chanoine-Drioton
- Rue du Chanoine-Jacob
- Rue des Chanoines
- Rue Chanzy
- Boulevard Charlemagne
- Rue Charles-de-Foucauld
- Impasse Charles-Dusaulx
- Rue Charles-Dusaulx
- Avenue Charles-Étienne-Collignon
- Rue Charles-Guérin
- Parc Charles-III
- Place Charles-III
- Rue Charles-III
- Rue Charles-Keller
- Allée Charles-Laprevote
- Rue Charles-Martel
- Rue Charles-Nicolle
- Rue Charles-Sadoul
- Boulevard Charles-V
- Rue Charles-Welche
- Rue du Charmois
- Rue de Château-Salins
- Rue du Chemin-Blanc
- Rue du Cheval-Blanc
- Quai Choiseul
- Square Chopin
- Rue Christian-Mœnch
- Rue Christian-Pfister
- Place de Cincinnati
- Rue des Cinq-Piquets
- Jardin de la Citadelle
- Porte de la Citadelle
- Rue de la Citadelle
- Rue Claude-Charles
- Rue Claude-Debussy
- Rue Claude-Deruet
- Quai Claude-le-Lorrain
- Rue Claudot
- Impasse Clérin
- Rue Clodion
- Rue du Cloître
- Sentier du Clos Chatton
- Rue du Clos-de-Chèvre
- Rue Colette
- Impasse de la Colline
- Rue de la Colline
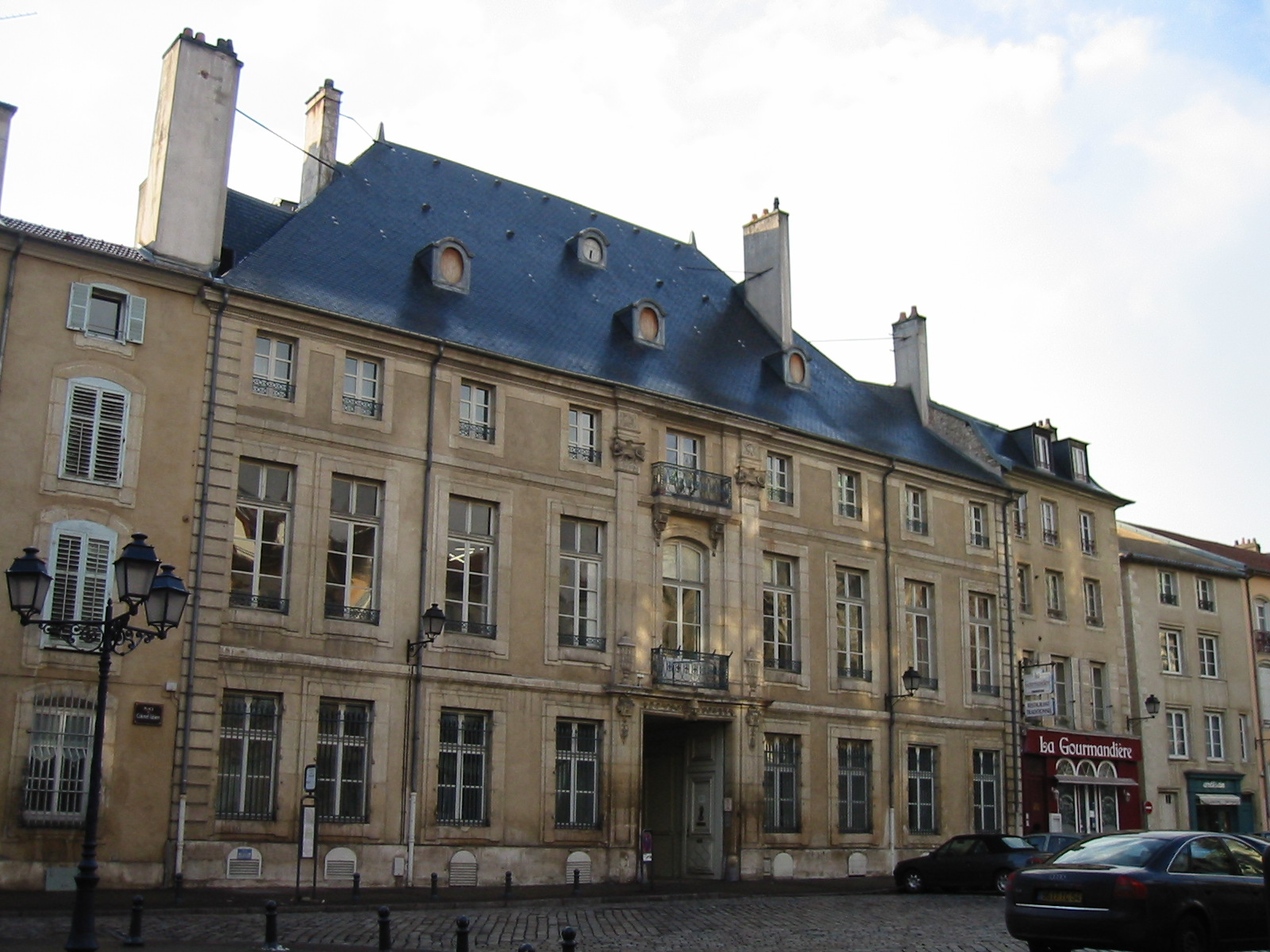
Rue du Colonel Courtot-de-Cissey
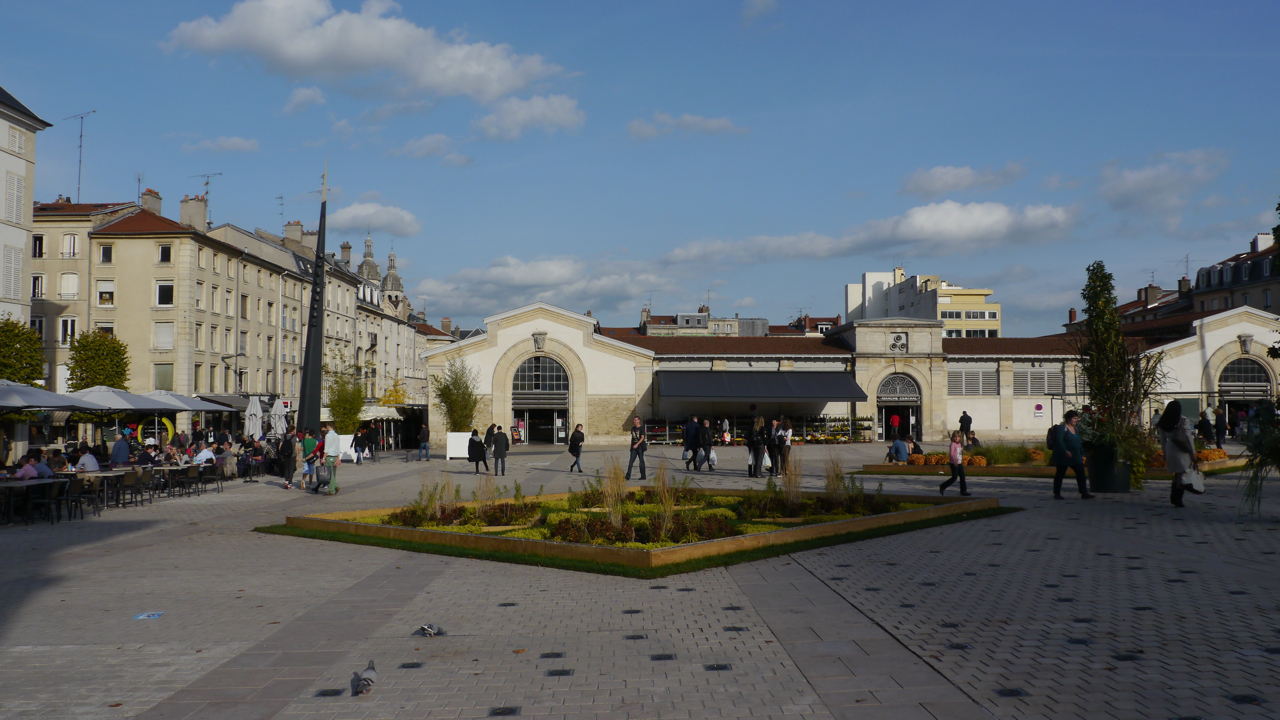
Place Charles-III

- Place du Colonel-Driant
- Place du Colonel-Fabien
- Rue du Colonel-Grandval
- Rue du Colonel Paul-Daum
- Rue du Colonel-Renard
- Impasse du Commandant-Igier
- Promenade du Commandant Jean-Tulasne
- Rue du Commandant Jean-Tulasne
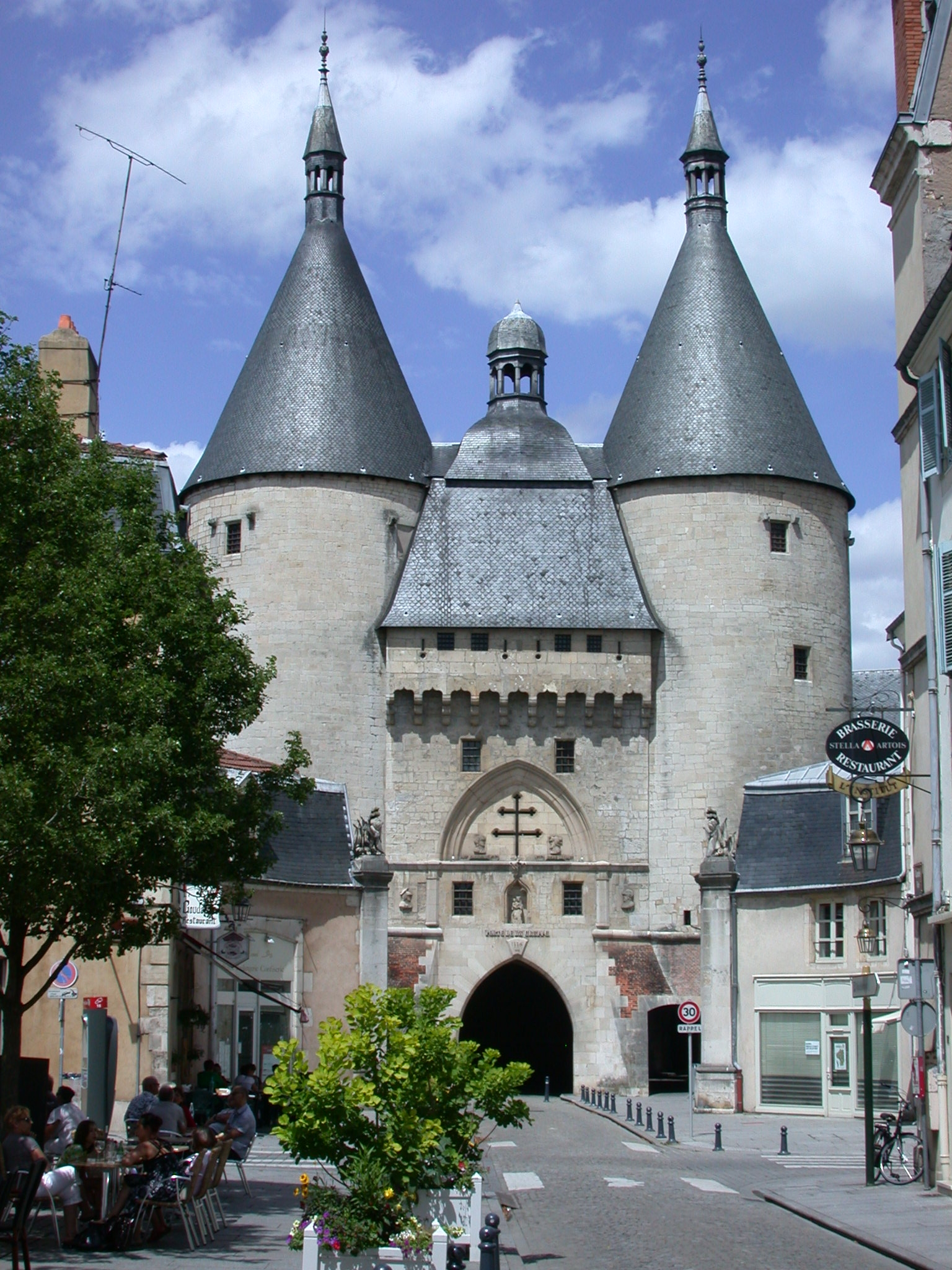
Place de la Commanderie
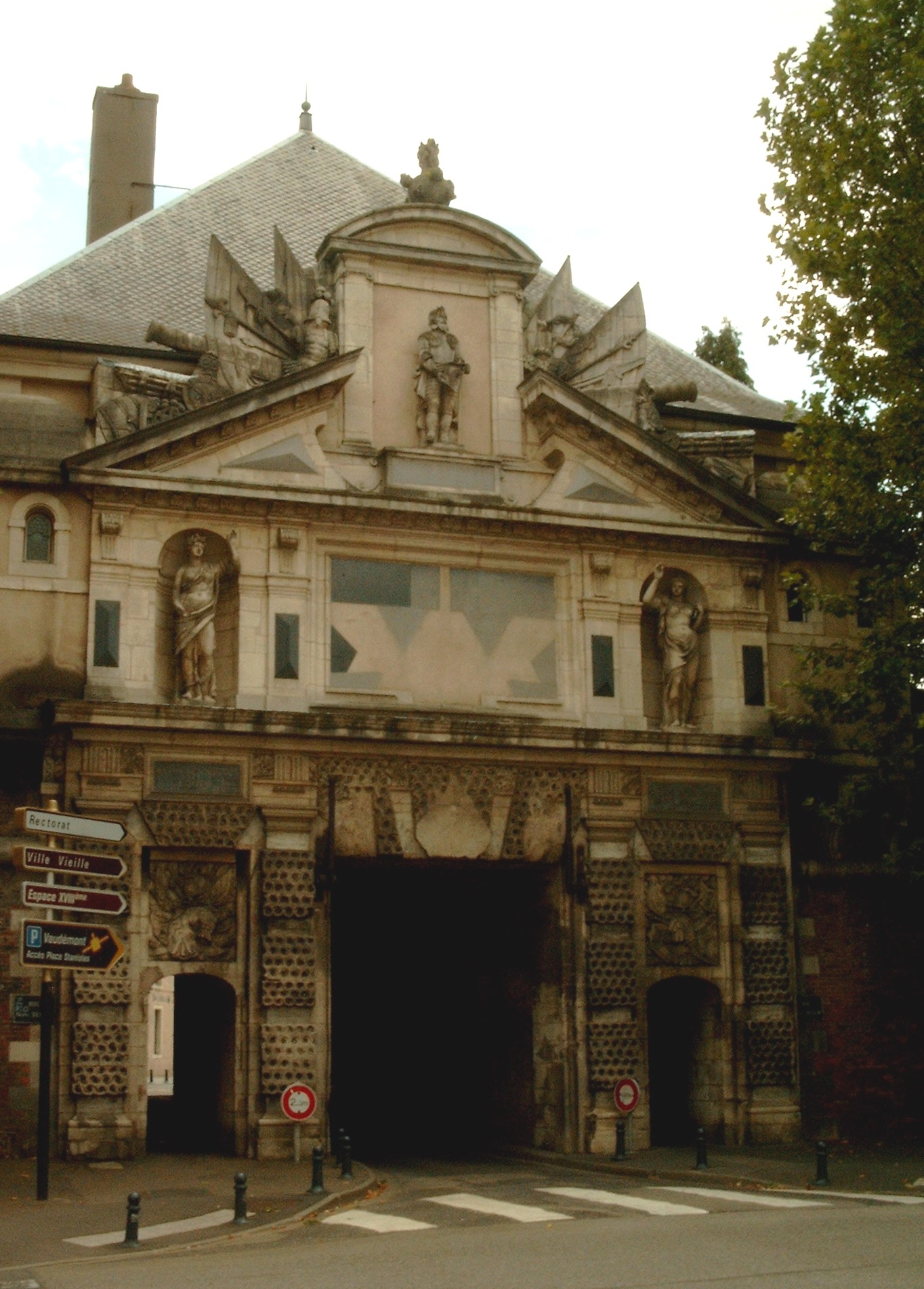
Rue de la Commanderie
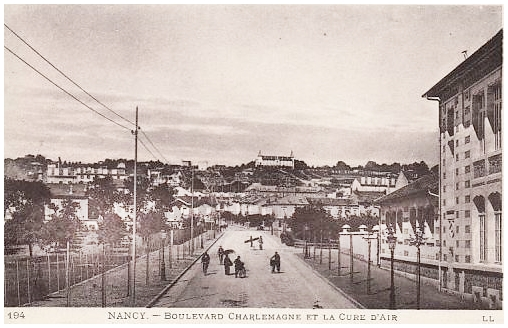
Le boulevard Charlemagne vers 1905

- Allée des Coquelicots
- Rue des Cordeliers
- Rue Coriolis
- Rue de la Cote
- Ruelle de la Cote
- Rue Courbet
- Porte de la Craffe
- Rue de la Craffe
- Rue Crampel
- Rue Crevaux
- Rue des Cristalleries
- Rue de la Croix-d'Auyot
- Passage de la Croix-de-Bourgogne
- Place de la Croix-de-Bourgogne
- Rue de la Croix-Gagnée
- Rue de la Croix Saint-Claude
- Rue de Cronstadt
- Rue du Crosne
- Parc de la Cure d'Air
- Rue de la Cure-d'Air
- Rue Cyfflé

## D

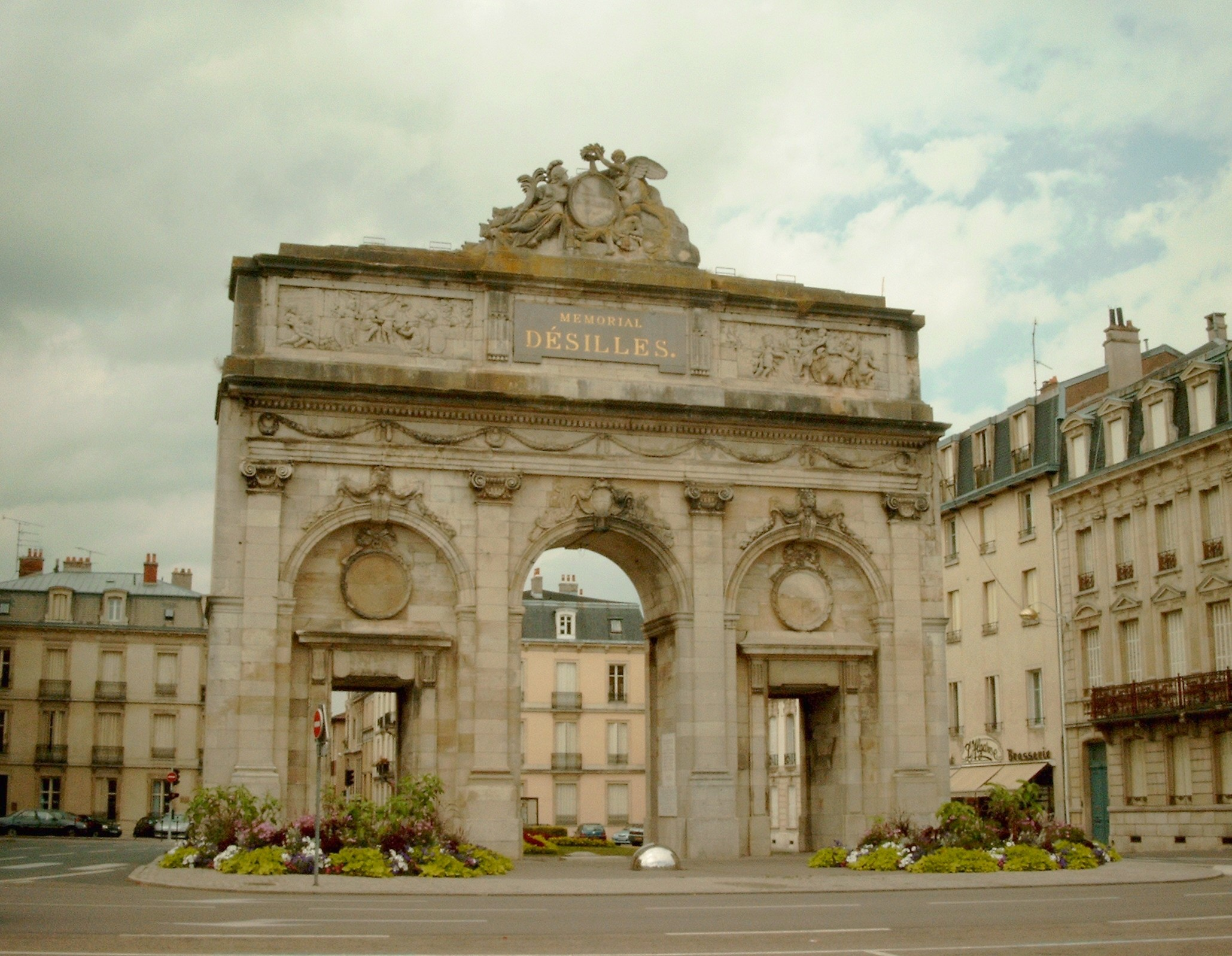
Porte Désilles

- Haut – A
- B
- C
- D
- E
- F
- G
- H
- I
- J
- K
- L
- M
- N
- O
- P
- Q
- R
- S
- T
- U
- V
- W
- X
- Y
- Z

- Rue des Dames
- Rue Daniel-Paul Cavallier
- Place Darius-Milhaud
- Rue Dauphine
- Porte Désilles
- Rue Désilles
- Rue Didion
- Passage Digot
- Rue de Dieuze
- Rue de la Digue
- Place de la Division-de-Fer
- Rue du Docteur Achille-Levy
- Rue du Docteur-Bernheim
- Rue du Docteur-Bleicher
- Rue du Docteur-Friot
- Rond-Point du Docteur-Friot
- Rue du Docteur-Grandjean
- Avenue du Docteur-Heydenreich
- Rue du Docteur-Liébeault
- Place du Docteur Lionel-Pèlerin
- Rue du Docteur Louis-Michel
- Rue du Docteur-Schmitt
- Place Dombasle
- Rue Dom-Calmet
- Rue des Dominicains
- Rue Dominique-Louis
- Rue de Domremy
- Square Domremy
- Rue de la Douane
- Rue du Doyen Joseph-Laurent
- Place du Doyen Marcel-Roubault
- Rue Drouin
- Place des Ducs-de-Bar
- Rue du Duc-Antoine
- Rue du Duc Ferri III
- Rue du Duc-Raoul
- Rue Dupont-des-Loges
- Rue Durival
- Square Duroc

## E
- Haut – A
- B
- C
- D
- E
- F
- G
- H
- I
- J
- K
- L
- M
- N
- O
- P
- Q
- R
- S
- T
- U
- V
- W
- X
- Y
- Z

- Jardin d'eau
- Rue des Écuries
- Rue Edmond-About
- Rue Edmonde-Charles-Roux
- Rue Édouard-Pierson
- Rue Émile-Bertin
- Rue Émile-Coué
- Rue Émile-Friant
- Rue Émile-Gallé
- Rue Émile-Gebhart
- Rue Émile-Moselly
- Promenade Émilie-du-Châtelet
- Rue d'Épinal
- Rue Erckmann-Chatrian
- Rue Ernest-Bichat
- Rue Ernest-Bussière
- Rond-Point Ernest-Bussière
- Ruelle de l'Esprit
- Place de l'Étang Saint-Jean
- Rue des États
- Rue Étienne-Cournault
- Rue Eugène-Christen
- Rue Eugène-Corbin
- Rue Eugène-Hugo
- Rue Eugène-Vallin

## F

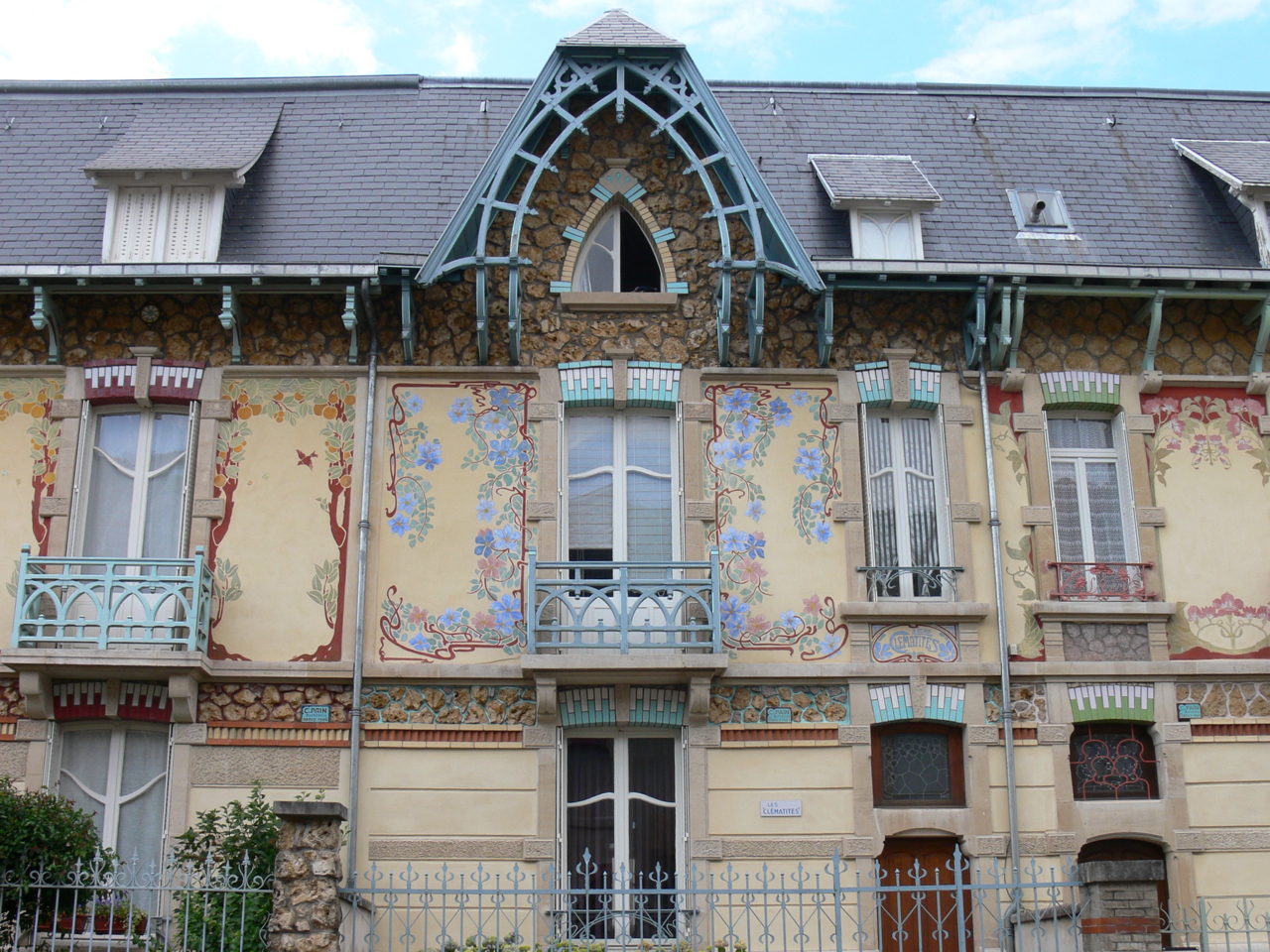
Rue Félix-Faure

- Haut – A
- B
- C
- D
- E
- F
- G
- H
- I
- J
- K
- L
- M
- N
- O
- P
- Q
- R
- S
- T
- U
- V
- W
- X
- Y
- Z

- Rue Fabert
- Rue des Fabriques
- Rue de la Faïencerie
- Chemin Faisant
- Rond-Point des Familles
- Rue du Faubourg-des-Trois-Maisons
- Rue Félix-Faure
- Rue des Feyen
- Rue Florent-Schmitt
- Avenue Foch
- Rue Foller
- Rue de Fontenoy
- Cour du Fossé-aux-Chevaux
- Rue Français
- Rue Francis-Poulenc
- Rue François-Couperin
- Rue François-de-Neufchâteau
- Rue François-Guinet
- Rue Frédéric-Chopin
- Square Frédéric-Schertzer
- Rue des Frères-Daum
- Rue des Frères-Henry
- Rue des Frères-Lurcat
- Rue des Frères-Nicolas
- Ruelle des Frères-Simonin
- Rue des Frères-Voirin
- Rue de la Foucotte
- Rue du Four

## G
- Haut – A
- B
- C
- D
- E
- F
- G
- H
- I
- J
- K
- L
- M
- N
- O
- P
- Q
- R
- S
- T
- U
- V
- W
- X
- Y
- Z

- Rue Gabriel-Mouilleron
- Rue Gabriel-Pierne
- Rue Gambetta
- Allée de la Garenne
- Avenue de la Garenne
- Ruelle de la Garenne
- Allée Gauguin
- Rue du Général-Balfourier
- Rue du Général-Chevert
- Rue du Général-Clinchant
- Rue du Général-Custine
- Place du Général-de-Castelnau
- Allée du Général-Drouot
- Rue du Général-Drouot
- Rue du Général-Duroc
- Rue du Général-Fabvier
- Rue du Général-Frère
- Place du Général-Giraud
- Rue du Général-Gouraud
- Rue du Général-Haxo
- Rue du Général-Hoche
- Rue du Général-Hulot
- Rue du Général-de-Landremont
- Avenue du Général-Leclerc
- Avenue du Général-Mangin
- Rue du Général-Margueritte
- Parc de Gentilly
- Allée George-Sand
- Square Georges-Brassens
- Rue Georges-Chepfer
- Boulevard Georges-Clemenceau
- Rue Georges-de-la-Tour
- Rue de Gerbéviller
- Rue Gilbert
- Rue Giorne-Viard
- Rue Girardet
- Rue des Glacis
- Place Godefroy-de-Bouillon
- Rue Godron
- Rue des Goncourt
- Rue de Graffigny
- Rue du Grand-Rabbin-Haguenauer
- Rue du Grand-Verger
- Première-Ruelle du Grand-Verger
- Seconde-Ruelle du Grand-Verger
- Grande-Rue
- Rue Grandville
- Rue Guerrier-de-Dumast
- Rue Guibal
- Rue Guilbert-de-Pixérécourt
- Rue de Guise
- Rue Gustave-Charpentier
- Rue Gustave-Eiffel
- Rue Gustave-Petit
- Rue Gustave-Simon
- Allée Guy-Ropartz
- Rue Guy-Ropartz

## H

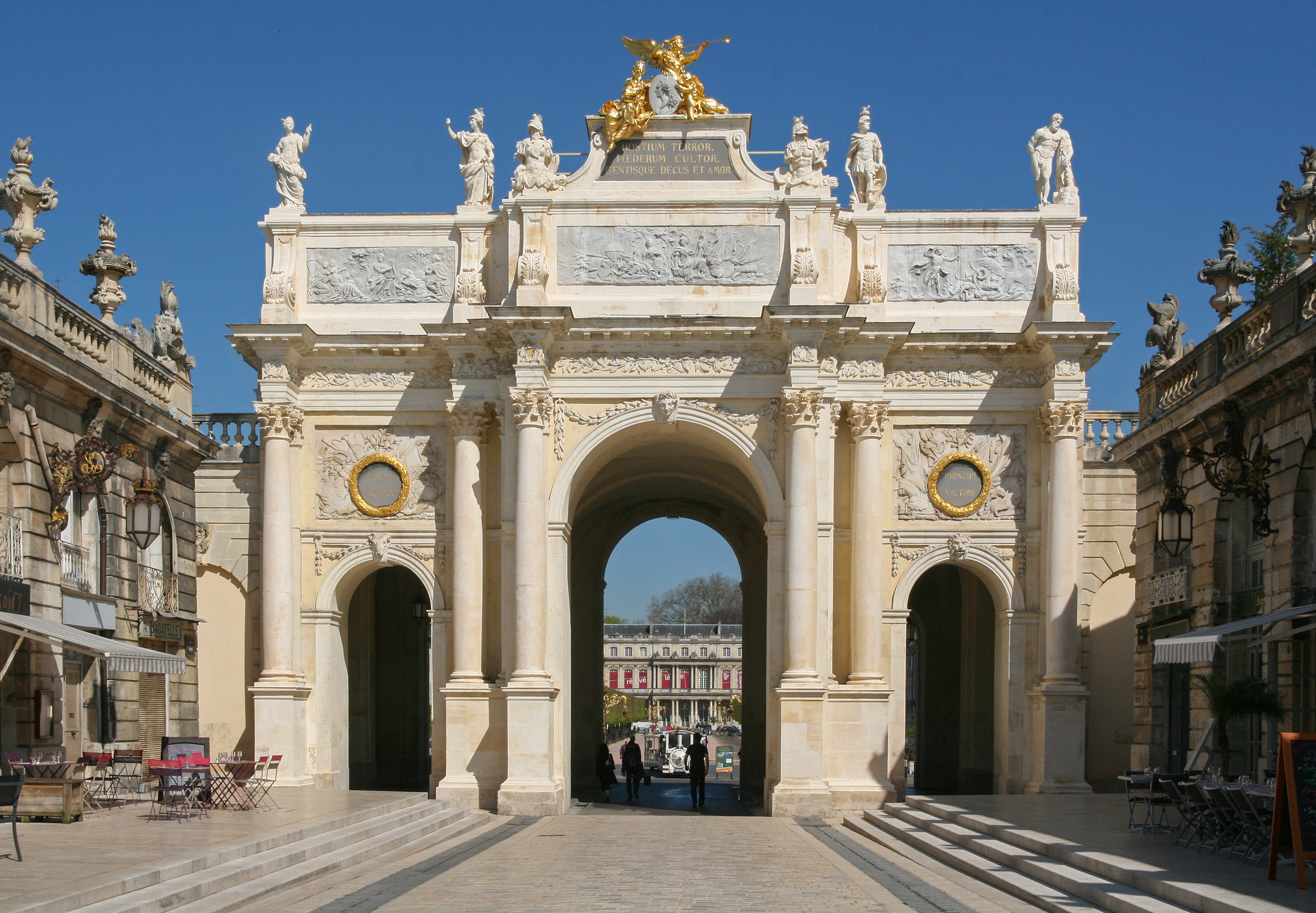
Rue Héré
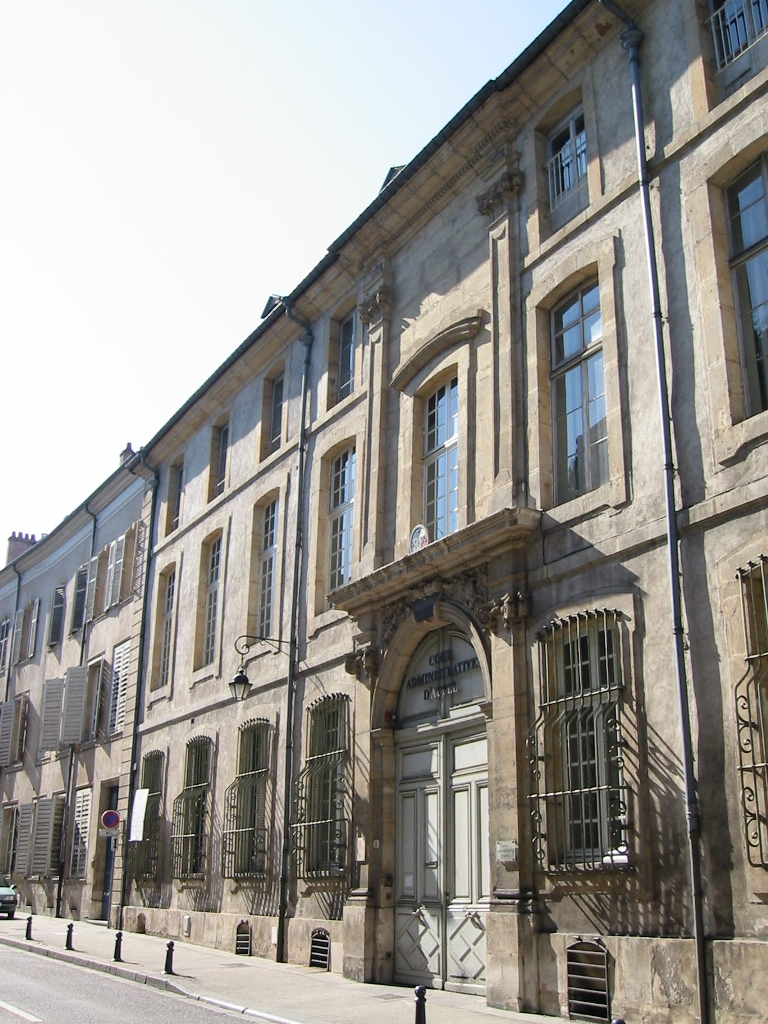
Rue du Haut-Bourgeois

- Haut – A
- B
- C
- D
- E
- F
- G
- H
- I
- J
- K
- L
- M
- N
- O
- P
- Q
- R
- S
- T
- U
- V
- W
- X
- Y
- Z

- Rue de la Hache
- Passage de Haldat
- Rue des Halles
- Boulevard d'Haussonville
- Rue du Haut-Bourgeois
- Rue du Haut de Chèvre
- Rue Hélène-Boucher
- Rue Henner
- Rue Henri-Bazin
- Rue Henri-Deglin
- Rue Henri-Lepage
- Impasse Henri-Levy
- Place Henri-Loritz
- Rue Henri-Poincaré
- Rue Henriette-Gallé-Grimm
- Rue Henry-Brun
- Rue Héré
- Rue Hermite
- Clos Hinzelin
- Impasse Hippolyte-Gleize
- Avenue Hippolyte-Maringer

## I
- Haut – A
- B
- C
- D
- E
- F
- G
- H
- I
- J
- K
- L
- M
- N
- O
- P
- Q
- R
- S
- T
- U
- V
- W
- X
- Y
- Z

- Rue de l'Île-de-Corse
- Boulevard de l'Insurrection du Ghetto de Varsovie
- Rue Isabey
- Ruelle Isabey
- Rue Israël-Silvestre

## J
- Haut – A
- B
- C
- D
- E
- F
- G
- H
- I
- J
- K
- L
- M
- N
- O
- P
- Q
- R
- S
- T
- U
- V
- W
- X
- Y
- Z

- Rue Jacquard
- Allée Jacqueline-Brumaire
- Esplanade Jacques-Baudot
- Rue Jacques-Bellange
- Rue Jacques-Délivré
- Rue Jacques-Grüber
- Rue Jacques-Villermaux
- Rue Jacquinot
- Rue Jacquot
- Rue Jamerai-Duval
- Rue des Jardiniers
- Allée des Jardins-Fleuris
- Rue Jean-Baptiste Lulli
- Rue Jean-Baptiste Thierry-Solet
- Allée Jean-Bosco
- Rue Jean-Claude Nicolas-Forestier
- Boulevard Jean-Jaurès
- Rue Jean-Lamour
- Rue Jean-Mermoz
- Rue Jean-Mihé
- Rue Jean-Monnet
- Boulevard Jean-Moulin
- Rue Jean-Prouvé
- Rue Jean-Scherbeck
- Jardin Jean-Schmitt
- Rue Jeanne-d'Arc
- Square Jeanne-d'Arc
- Rue Jeannot
- Rue Jennesson
- Boulevard Joffre
- Jardin du Joli-Cœur
- Rue du Joli-Cœur
- Allée des Jonquilles
- Quai Joseph-Cugnot
- Rue Joseph-Cugnot
- Rue Joseph-Florentin
- Rue Joseph-Laurent
- Place Joseph-Malval
- Rue Joseph-Mougin
- Allée Joséphine-Baker
- Rue Jules-Dorget
- Square Jules-Dorget
- Rue Jules-Ferry
- Impasse Jules-Larcher
- Impasse Jules-Saunier
- Place Jules-Verne
- Rue Julie-Victoire Daubié
- Place des Justes

## K
- Haut – A
- B
- C
- D
- E
- F
- G
- H
- I
- J
- K
- L
- M
- N
- O
- P
- Q
- R
- S
- T
- U
- V
- W
- X
- Y
- Z

- Promenade de Kanazawa
- Place de Karlsruhe
- Viaduc Kennedy
- Allée Kiryat-Shmona
- Rue Kléber

## L
- Haut – A
- B
- C
- D
- E
- F
- G
- H
- I
- J
- K
- L
- M
- N
- O
- P
- Q
- R
- S
- T
- U
- V
- W
- X
- Y
- Z

- Place La Fayette
- Rue La Fayette
- Rue la Flize
- Rue Lacordaire
- Rue Lacretelle
- Rue Laurent-Bonnevay
- Rue Lavigerie
- Rue du Lavoir Saint-Jean
- Rue de Laxou
- Rue Lazare-Carnot
- Rue Lecreulx
- Rue Léon-Tonnelier
- Rue Léonard-Bourcier
- Cours Léopold
- Rue Léopold-Lallement
- Rue Lepois
- Rond-Point Lepois
- Rue de la Légion-Étrangère
- Avenue de la Libération
- Passage de Liège
- Rue de Liège
- Quai Ligier-Richier
- Rue du Lieutenant Henri-Crépin
- Allée des Lilas
- Rue Lionnois
- Boulevard Lobau
- Rue de Lorraine
- Rue Lothaire-II
- Rue Louis-Braille
- Rue Louis-Camille Maillard
- Rue Louis-Ganne
- Rue Louis-Guingot
- Rue Louis-Majorelle
- Viaduc Louis-Marin
- Allée Lounes-Matoub
- Rue des Loups
- Esplanade Lucien-Cuenot
- Rue Lucien et René Wiener
- Allée Lucile-Malaisé
- Rue Ludovic-Beauchet
- Place de Luxembourg
- Rue Lyautey
- Rue du Lycée
- Allée du Lys-Rouge

## M
- Haut – A
- B
- C
- D
- E
- F
- G
- H
- I
- J
- K
- L
- M
- N
- O
- P
- Q
- R
- S
- T
- U
- V
- W
- X
- Y
- Z

- Rue Mably
- Rue Mac-Mahon
- Square Mac-Mahon
- Rue Madame-de-Vannoz
- Rue de la Madeleine
- Rue Mademoiselle
- Rue de Malzéville
- Jardin de la Manufacture
- Rue Mansuy-Gauvain
- Rue du Manège
- Allée des Maraichers
- Passage Marceau
- Impasse Marcel-Brot
- Rue Marcel-Brot
- Rond-Point Marcel-Brot
- Place Marcel-Dautremer
- Rond-Point Marcel-Simon
- Rue Marcelle-Dorr
- Rue du Maréchal-Exelmans
- Rue du Maréchal Franchet-d'Esperey
- Rue du Maréchal-Gallieni
- Rue du Maréchal-Gérard
- Avenue du Maréchal-Juin
- Rue du Maréchal-Kœnig
- Avenue du Maréchal-de-Lattre-de-Tassigny
- Rue du Maréchal-Oudinot
- Rue des Maréchaux
- Rond-Point Marguerite-de-Lorraine
- Allée Marie-Curie
- Rue Marie-Leszczynska
- Rue Marie-Marvingt
- Rue Marie-Odile
- Rue Marquette
- Terrasse du Marronnier-Rouge
- Rue de Mars-la-Tour
- Rue de Marsal
- Rue Martimprey
- Rue Martin-Munier
- Rue Maryse-Hilsz
- Rue Mathias-Schiff
- Place Mathieu-de-Dombasle
- Rue du Maure-qui-Trompe
- Rue Maurice-Barrès
- Place Maurice-Ravel
- Rue Mazagran
- Clos de Médreville
- Rue de Médreville
- Ruelle des Meix-Outhon
- Rue du Merlon
- Rue Messier
- Rue de Metz
- Rue de la Meurthe
- Rue Michel-Dinet
- Rue Michel-Ney
- Rue Michelet
- Rue des Michottes
- Avenue Milton
- Route de Mirecourt
- Rue Molitor
- Rue Mollevaut
- Rue de Mon-Désert
- Allée Monet
- Rue de la Monnaie
- Square Monseigneur-Petit
- Place Monseigneur-Ruch
- Rue Monseigneur-Thouvenin
- Rue Montesquieu
- Impasse de Montreville
- Rue de Montreville
- Rue Morey
- Boulevard de la Mothe
- Rue du Moulin
- Rue du Moulin-de-Boudonville
- Rue de Mousson
- Allée des Muguets
- Rue de Mulhouse
- Jardin du Musée de l'École de Nancy
- Allée des Myosotis

## N
- Haut – A
- B
- C
- D
- E
- F
- G
- H
- I
- J
- K
- L
- M
- N
- O
- P
- Q
- R
- S
- T
- U
- V
- W
- X
- Y
- Z

- Rue de Nabécor
- Place Nelson-Mandela
- Place de la Neuvième Division d'Infanterie-Coloniale
- Rue des Nicklès
- Rue Nicolas-Appert
- Rue de Nomeny
- Rue Notre-Dame
- Rue Notre-Dame-de-Lourdes
- Square Notre-Dame-de-Lourdes
- Rue Notre-Dame-des-Anges
- Rue Nungesser et Coli

## O
- Haut – A
- B
- C
- D
- E
- F
- G
- H
- I
- J
- K
- L
- M
- N
- O
- P
- Q
- R
- S
- T
- U
- V
- W
- X
- Y
- Z

- Allée de l'Obélisque
- Rue Oberlin
- Rue de l'Octroi
- Allée des Œillets
- Parc Olry
- Rue de l'Oratoire
- Rue des Orphelines

## P

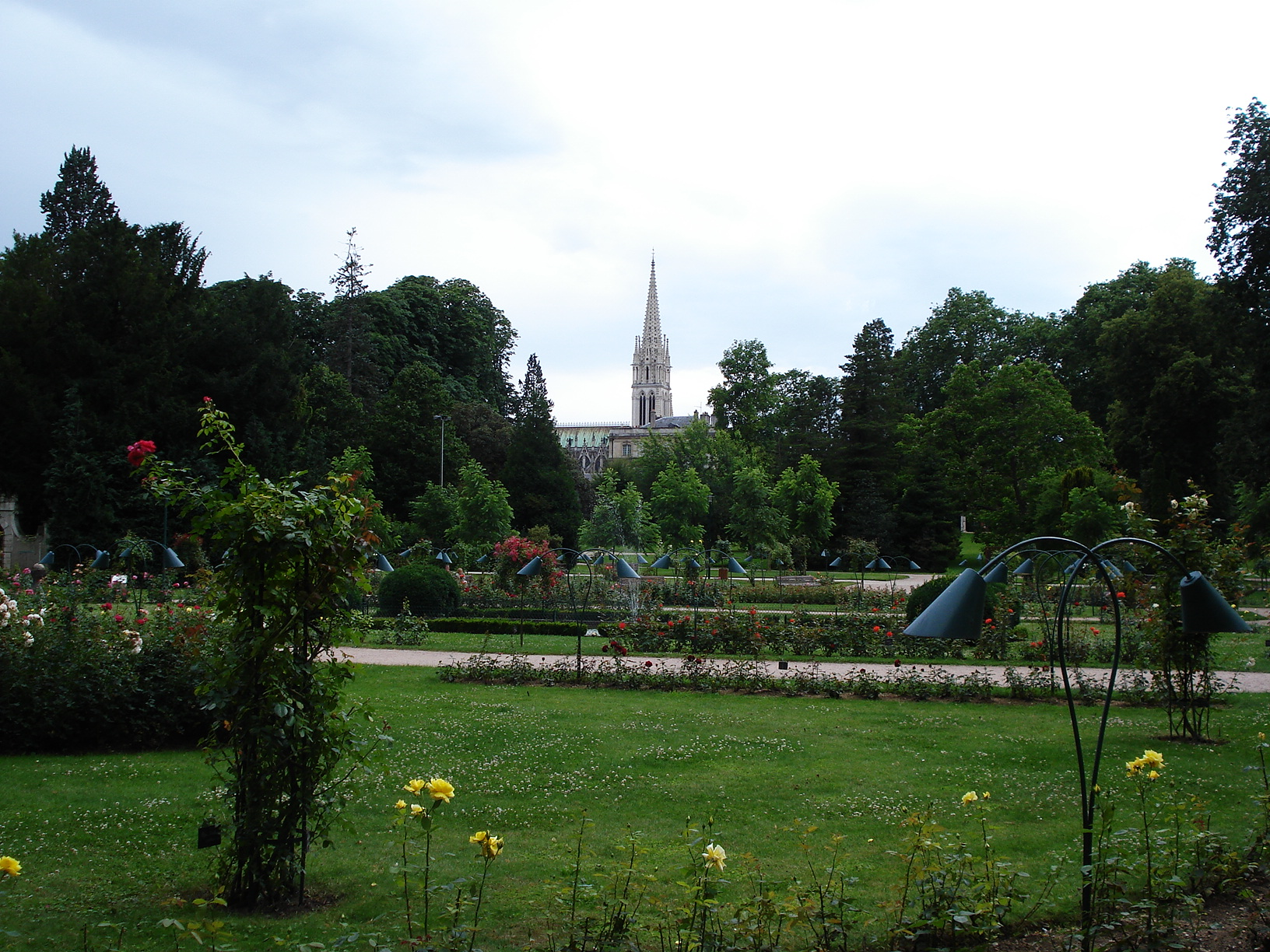
Parc de la Pépinière

- Haut – A
- B
- C
- D
- E
- F
- G
- H
- I
- J
- K
- L
- M
- N
- O
- P
- Q
- R
- S
- T
- U
- V
- W
- X
- Y
- Z

- Place de Padoue
- Rue de la Paix
- Jardin du Palais du Gouverneur
- Rue Palissot
- Allée du Parc
- Rue de Paris
- Rue Pasteur
- Rue Paul-Colin
- Avenue Paul-Doumer
- Place Paul-Painlevé
- Jardin Paul-Verlaine
- Parc de la Pépinière
- Terrasse de la Pépinière
- Place Père-Brandicourt
- Square Père-Gorius
- Rue du Petit-Bourgeois
- Rue de Phalsbourg
- Rue Philippe-de-Gueldres
- Rue Pichon
- Placette Pierre-Anzilutti
- Rue Pierre-de-Blarru
- Rue Pierre-Chalnot
- Impasse Pierre-Crevisier
- Rue Pierre-Dac
- Rue Pierre-Fourier
- Rue Pierre-Gringoire
- Rue Pierre-Schaeffer
- Rue Pierre-Semard
- Rue Pierre-de-Sivry
- Rue Pierre-Villard
- Rue Piroux
- Allée des Pivoines
- Rue du Placieux
- Rue du Pont-Cezard
- Rue du Pont-de-la-Croix
- Rue du Pont-Mouja
- Rue des Ponts
- Allée du Port-aux-Planches
- Rue du Port-aux-Planches
- Chemin de la Poudrerie
- Rue de la Prairie
- Chemin de Prébois
- Rue Préfet-Claude-Érignac
- Rue de Prény
- Rue du Président Robert-Schuman
- Impasse Pretoria
- Rue de la Prévoyance
- Rue de la Primatiale
- Rue du Professeur Albert-Fruhinsholz
- Rue du Progrès
- Place Provençal
- Rue Provençal

## Q
- Haut – A
- B
- C
- D
- E
- F
- G
- H
- I
- J
- K
- L
- M
- N
- O
- P
- Q
- R
- S
- T
- U
- V
- W
- X
- Y
- Z

- Rue des Quatre-Églises

## R
- Haut – A
- B
- C
- D
- E
- F
- G
- H
- I
- J
- K
- L
- M
- N
- O
- P
- Q
- R
- S
- T
- U
- V
- W
- X
- Y
- Z

- Passage de la Rame
- Rue Raugraff
- Rue de la Ravinelle
- Avenue Raymond-Pinchard
- Rue Raymond-Poincaré
- Rue Raymond-Vanier
- Place du Recteur Jean-Capelle
- Rue du Recteur Louis-Bruntz
- Boulevard du Recteur-Senn
- Rue Suzanne Régnault-Gousset
- Rue de Regniéville
- Parc de Remicourt
- Rue René-d'Anjou
- Rue René-Cassin
- Rue René-Fonck
- Quai René-II
- Rue de Remenauville
- Chemin de la Renaudine
- Place de la République
- Rue de la République
- Avenue du Rhin
- Rue de Rigny
- Place Robert-Laverny
- Allée des Roches
- Allée Roger-Marx
- Rue Roland-Claude
- Rue de Rome
- Allée de la Roselière
- Allée des Roses
- Rue de la Rotonde
- Rue de Roubaix
- Rue Ruisseau de la Villette

## S

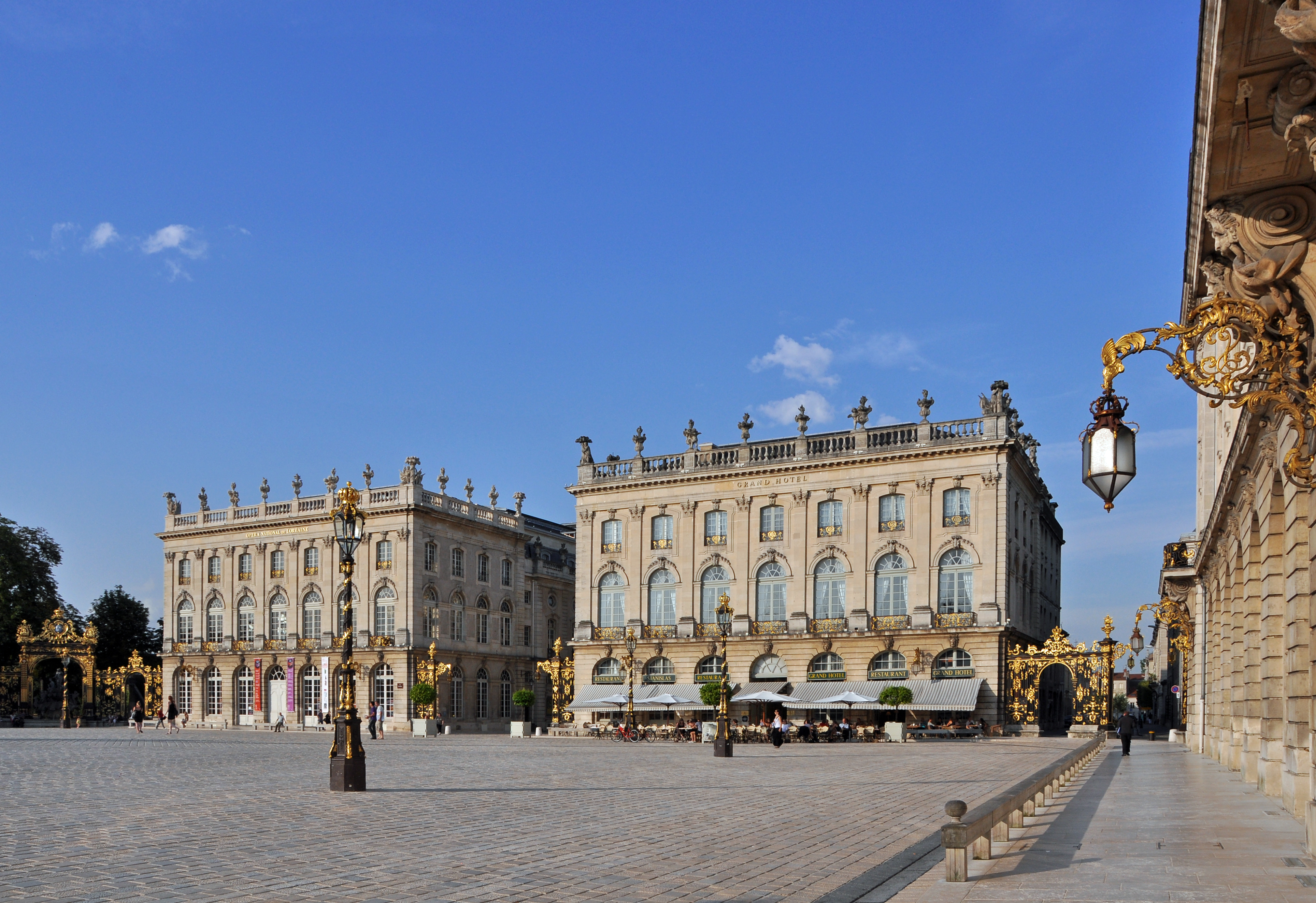
Place Stanislas
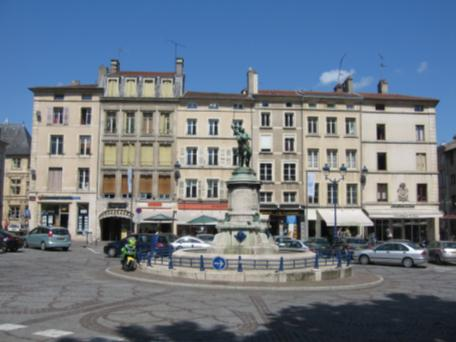
Place Saint-Epvre
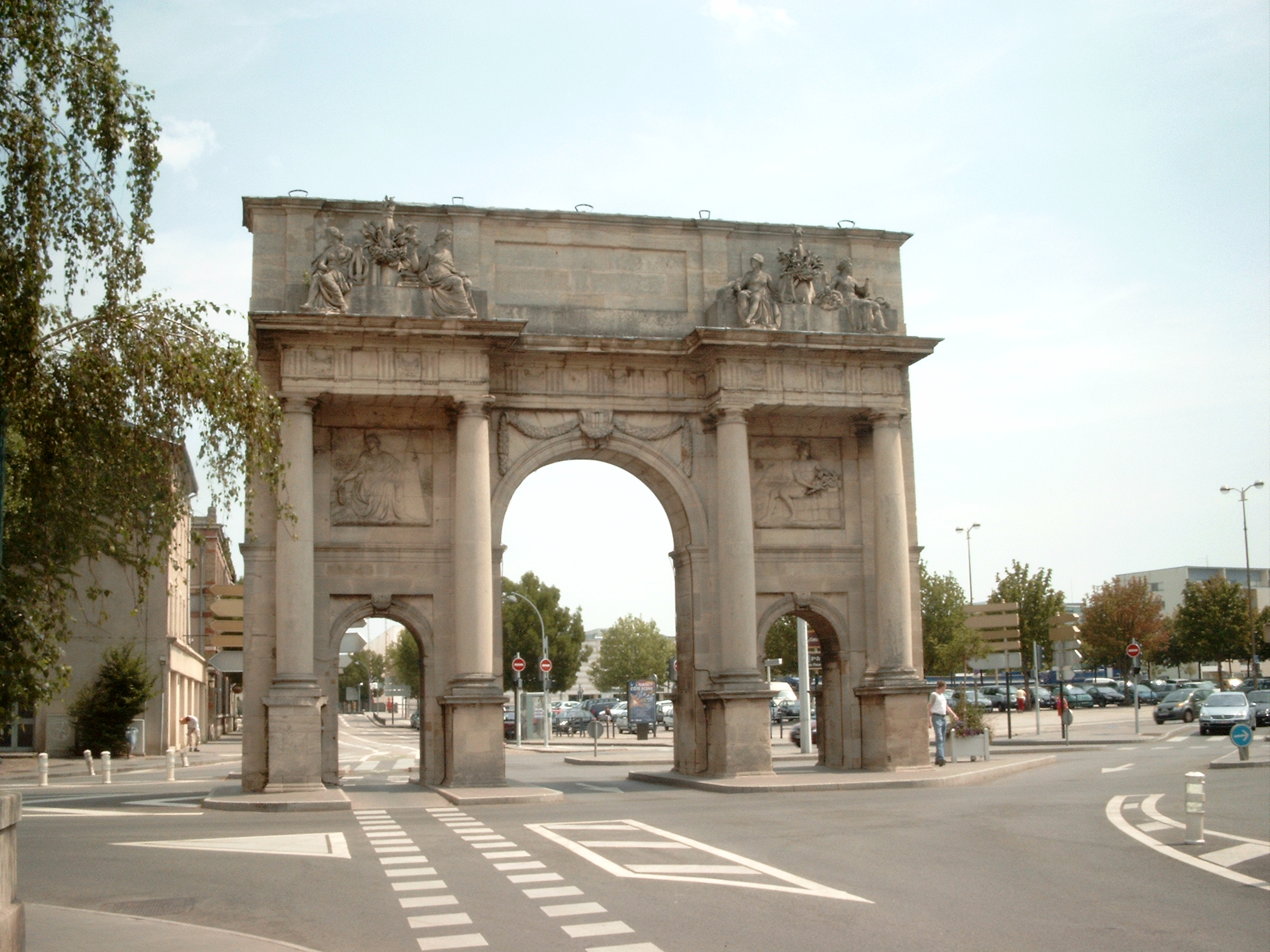
Porte Sainte-Catherine
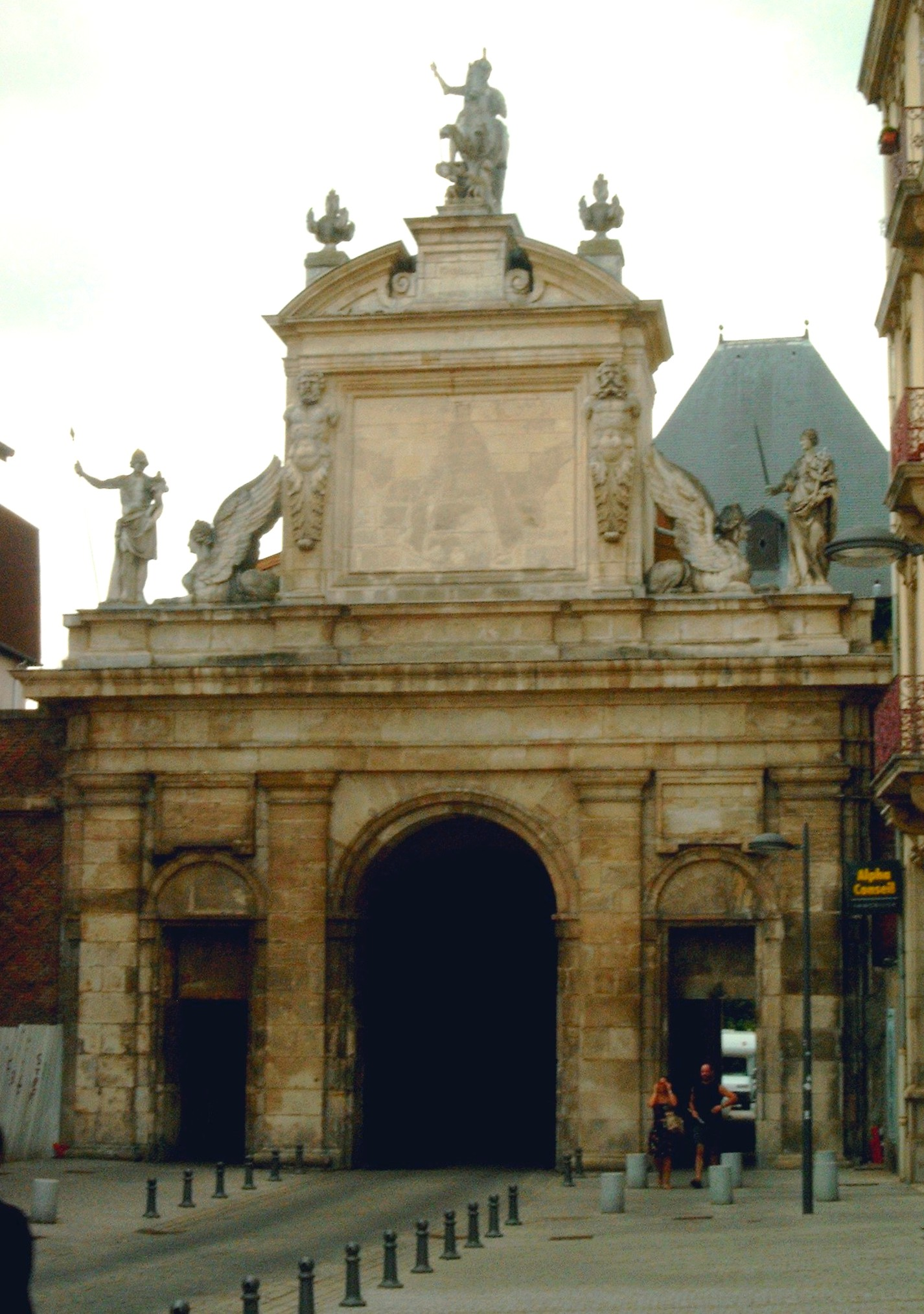
Porte Saint-Georges
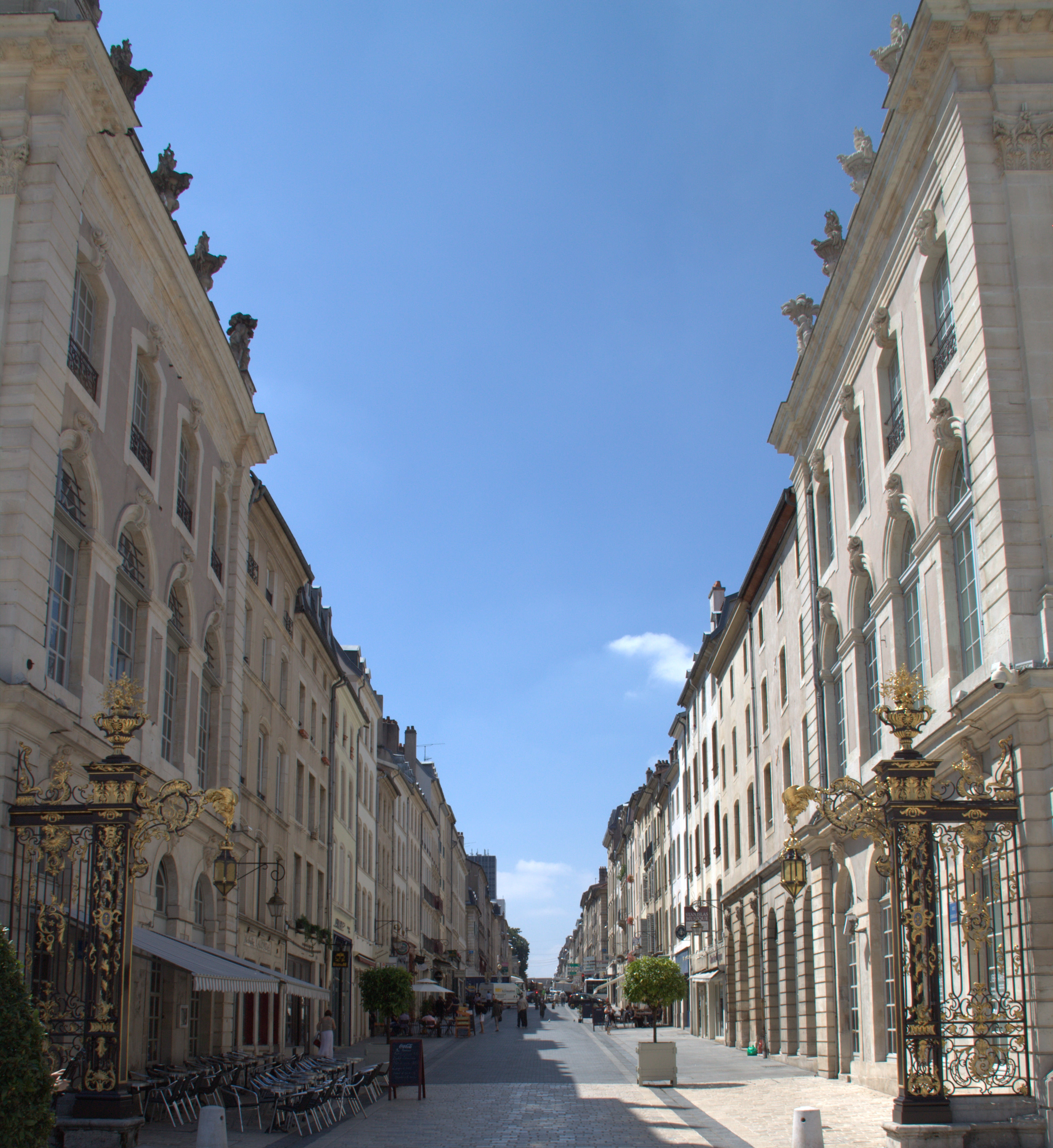
Rue Stanislas
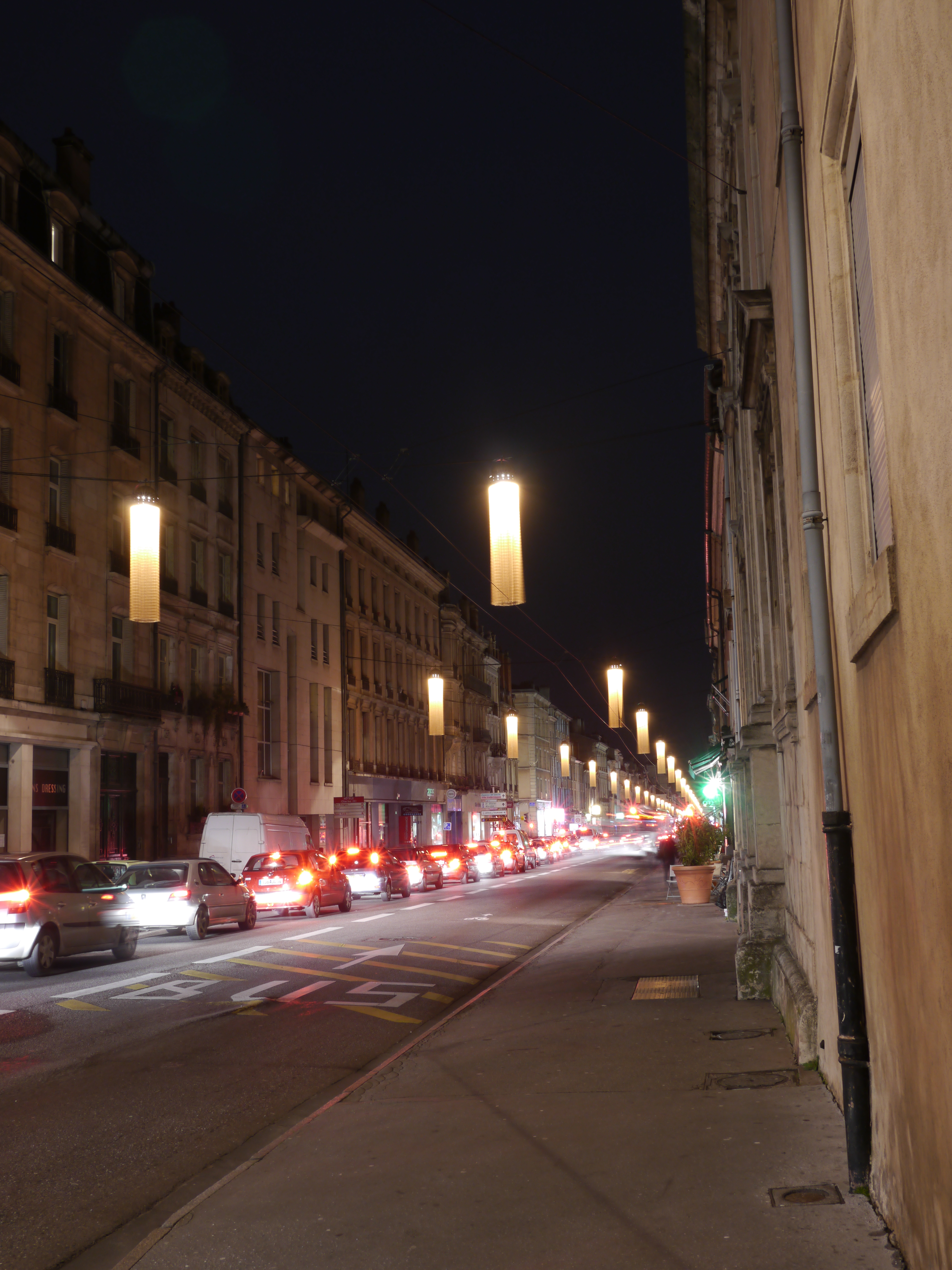
Rue Saint-Dizier
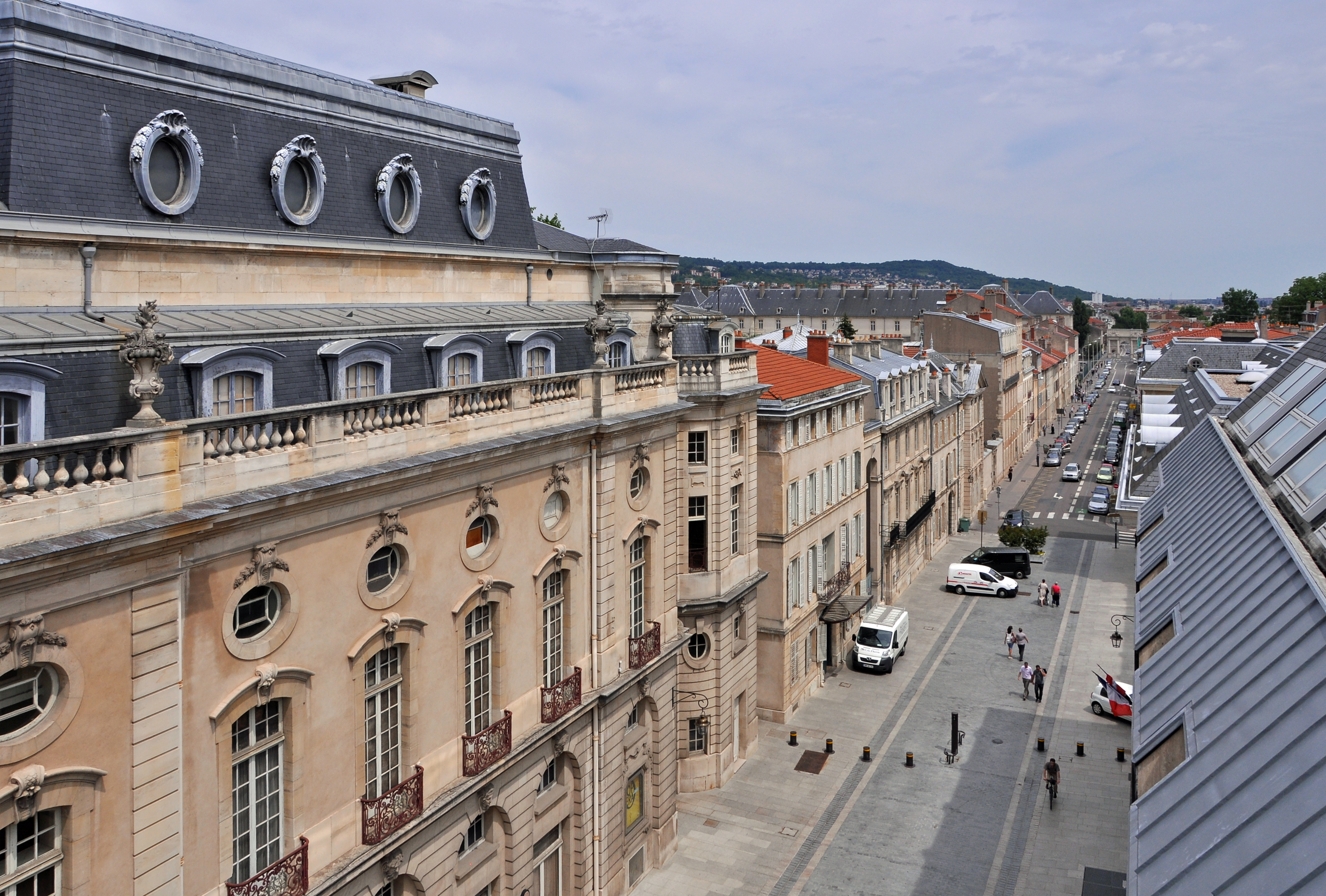
Rue Sainte-Catherine
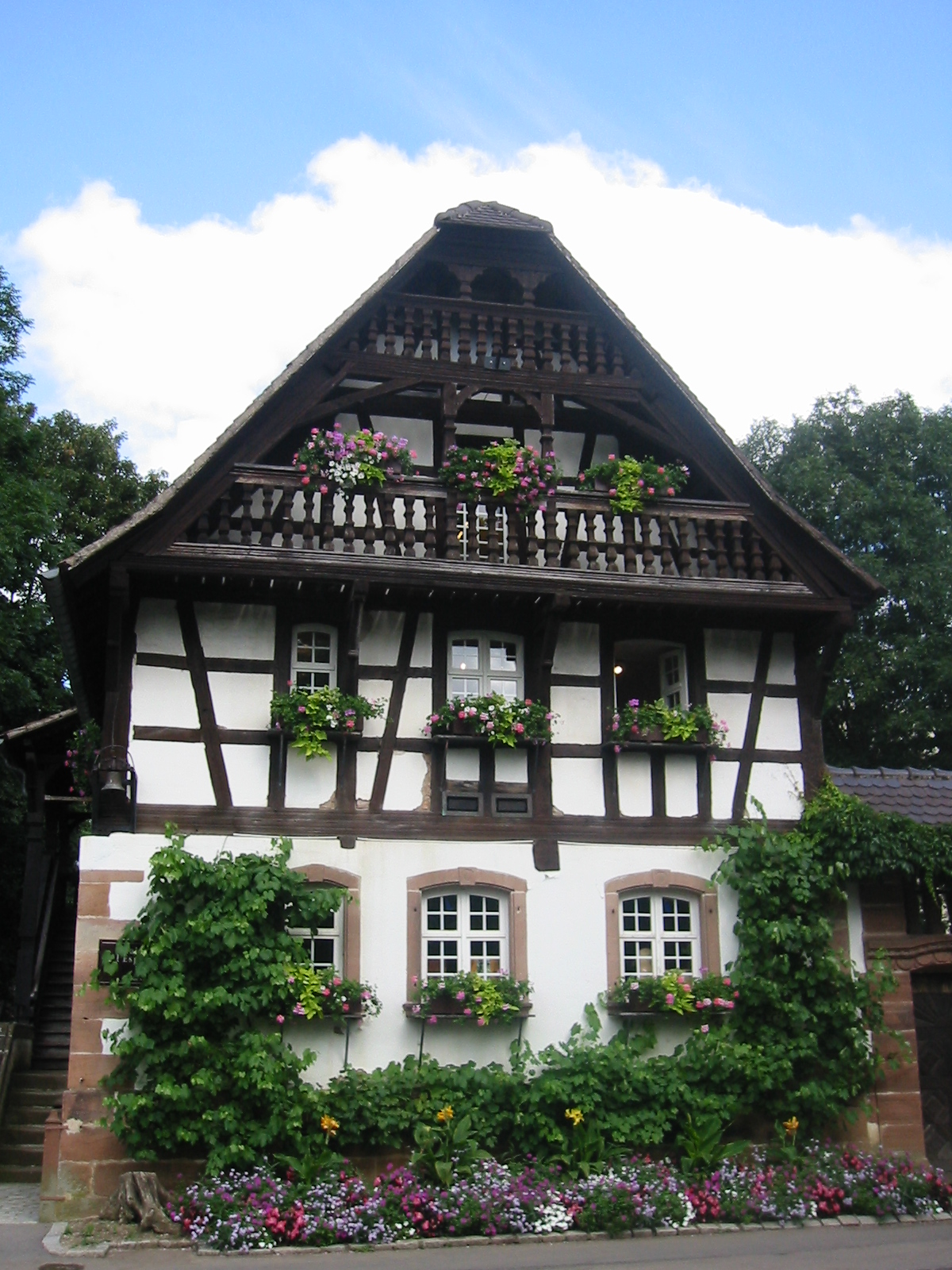
Parc Sainte-Marie

- Haut – A
- B
- C
- D
- E
- F
- G
- H
- I
- J
- K
- L
- M
- N
- O
- P
- Q
- R
- S
- T
- U
- V
- W
- X
- Y
- Z

- Rue des Sables
- Ruelle des Sablons
- Impasse Saint-Antoine
- Ruelle Saint-Antoine
- Rue Saint-Bodon
- Rue Saint-Dizier
- Place Saint-Epvre
- Rue Saint-Epvre
- Terre-plein Saint-Epvre
- Rue Saint-Fiacre
- Porte Saint-Georges
- Quai Saint-Georges
- Rue Saint-Georges
- Clos Saint-Jacques
- Rue Saint-Jean
- Rue Saint-Julien
- Impasse de Saint-Lambert
- Rue de Saint-Lambert
- Rue Saint-Léon
- Parc Saint-Mansuy
- Passage Saint-Mansuy
- Rue Saint-Mansuy
- Rue Saint-Michel
- Porte Saint-Nicolas
- Rue Saint-Nicolas
- Placette Saint-Sébastien
- Rue Saint-Thiébaut
- Rue Saint-Urbain
- Allée Saint-Vincent
- Impasse Saint-Vincent-de-Paul
- Rue Saint-Vincent-de-Paul
- Rue Sainte-Anne
- Parc Sainte-Catherine
- Porte Sainte-Catherine
- Quai Sainte-Catherine
- Rue Sainte-Catherine
- Rue Sainte-Cécile
- Parc Sainte-Marie
- Rue de la Salle
- Rue de la Salpêtrière
- Rue de Santifontaine
- Allée de Saurupt
- Parc de Saurupt
- Rue de Saurupt
- Rue de Saverne
- Square de Saverne
- Boulevard de Scarpone
- Passage Sébastien-Bottin
- Rue Sébastien-Leclerc
- Rue Sellier
- Rue du Sergent-Blandan
- Rue du Sergent-Bobillot
- Rue de Serre
- Square Schertzer
- Square Schumann
- Rue Sidney-Béchet
- Chemin des Sifflets
- Rue des Sifflets
- Rue Sigisbert-Adam
- Place Simone-Veil
- Rue des Sœurs-Macarons
- Rue de Solignac
- Rue Sonnini
- Rue de la Source
- Esplanade du Souvenir-Français
- Place Stanislas
- Porte Stanislas
- Rue Stanislas
- Avenue de Strasbourg
- Rue Suzanne Regnault-Gousset

## T
- Haut – A
- B
- C
- D
- E
- F
- G
- H
- I
- J
- K
- L
- M
- N
- O
- P
- Q
- R
- S
- T
- U
- V
- W
- X
- Y
- Z

- Ruelle des Tanneries
- Rue des Tanneries
- Rue du Tapis-Vert
- Rue du Téméraire
- Impasse Théodore-Devilly
- Rue Thierry-Alix
- Rue de Thionville
- Rue des Tiercelins
- Rue Tourtel
- Impasse des Tilleuls
- Rue de Tomblaine
- Allée des Trois-Écoles
- Ruelle des Trois-Maisons
- Rue Trouillet
- Rue de la Tuilerie
- Allée des Tulipes
- Impasse Turinaz
- Rue Turinaz
- Rue de Turique

## U
- Haut – A
- B
- C
- D
- E
- F
- G
- H
- I
- J
- K
- L
- M
- N
- O
- P
- Q
- R
- S
- T
- U
- V
- W
- X
- Y
- Z

- Allée Utrillo

## V
- Haut – A
- B
- C
- D
- E
- F
- G
- H
- I
- J
- K
- L
- M
- N
- O
- P
- Q
- R
- S
- T
- U
- V
- W
- X
- Y
- Z

- Allée Van-Gogh
- Rue de la Vanne
- Square Varcollier
- Rue Vauban
- Rue de Vaucouleurs
- Place Vaudémont
- Rue Vayringe
- Rue de Verdun
- Rue Verlaine
- Rue de Vic
- Rue Victor
- Square Victor-Basch
- Allée Victor-Huel
- Rue Victor-Hugo
- Ruelle Victor-Hugo
- Impasse Victor-Lemoine
- Rue Victor-Lemoine
- Rue Victor-Poirel
- Rue Victor-Prouvé
- Rue du Vieil-Aitre
- Jardin de la Villa Majorelle
- Rue Villa-Verdier
- Place du Village
- Rue Villebois-Mareuil
- Rue de Villers
- Rue de Viray
- Rond-Point de Viray
- Rue Virginie-Mauvais
- Rue de la Visitation
- Ruelle de Vitrimont
- Rue de Vittel
- Place des Vosges
- Terrasse des Vosges

## W
- Haut – A
- B
- C
- D
- E
- F
- G
- H
- I
- J
- K
- L
- M
- N
- O
- P
- Q
- R
- S
- T
- U
- V
- W
- X
- Y
- Z

- Rue Winston-Churchill

## X
- Haut – A
- B
- C
- D
- E
- F
- G
- H
- I
- J
- K
- L
- M
- N
- O
- P
- Q
- R
- S
- T
- U
- V
- W
- X
- Y
- Z

- Avenue du XXe  Corps

## Y
- Haut – A
- B
- C
- D
- E
- F
- G
- H
- I
- J
- K
- L
- M
- N
- O
- P
- Q
- R
- S
- T
- U
- V
- W
- X
- Y
- Z

- Square de l'Yser

## Z
- Haut – A
- B
- C
- D
- E
- F
- G
- H
- I
- J
- K
- L
- M
- N
- O
- P
- Q
- R
- S
- T
- U
- V
- W
- X
- Y
- Z

- Allée Zaha-Hadid

## Statistiques
Début 2020, sur les 696 espaces publics nommés à Nancy, 454 portent le nom d'une personnalité, les 242 autres se référant à la géographie, à l'histoire, à un monument ou à un ordre religieux. Parmi les personnalités, 414 sont masculines et 40 féminines, soit 5,7 % de noms de femmes sur le total d'espaces nommés, bien au-dessus de la moyenne nationale qui s'élève à 2 % .